# Zapf Creation AG
Zapf Creation AG — европейская компания, выпускающая родные многофункциональные куклы и аксессуары для них. Штаб-квартира компании находится в городе Рёденталь в Германии. Филиалы компании работают в Чехии, Великобритании, Франции, Испании, Италии, Гонконге, а также в Австралии и США.
Игрушки производства компании Zapf Creation пользуются большой популярностью у детей. В 2000 году британская Ассоциация розничных продавцов игрушек (Toy Retailers Association) присудила кукле Baby Annabell производства Zapf Creation звание Игрушки года для девочек, а в 2004 году удостоила её звания Функциональной куклы года. Многофункциональные куклы Baby Annabell и Baby Born от Zapf Creation регулярно появляются в списках рождественских бестселлеров в Великобритании. В России куклы Baby Born достигли высшей ступени хит-парада игрушек, отмечает журнал Коммерсантъ Деньги.

## История
Компания Zapf Creation AG была основана Максом и Розой Запф в 1932 году в городе Рёденталь. В первые десятилетия существования о компании практически ничего не было известно. Бриджит и Вилли Запф, представляющие второе поколение владельцев компании, сумели вывести её продукцию на европейские рынки в 1958 году. В 1960 году компания выпустила первые куклы из пластика на замену целлулоидным.
Успех пришёл к фирме Zapf Creation в 1991 году, когда она начала производство механических функциональных кукол Baby Born, похожих на живых младенцев и способных делать практически все, что умеют настоящие малыши. В 1997 году кукла Baby Born стала самой успешной игрушкой в Германии, а через некоторое время приобрела многочисленных поклонников и в России, где она считается одним из культовых брендов наряду с Барби и Bratz.
После успеха Baby Born компания запустила ещё две серии реалистичных многофункциональных кукол: Baby Annabell и Chou Chou. По итогам 2001 года кукла Rock-A-Bye Chou Chou вошла в Топ-10 американского рейтинга 14th Annual DURACELL® Kids' Choice Toy Survey. Кукла Baby Annabell стала самой продаваемой игрушкой в Великобритании в 2001—2002 годах.
В 2006 году Zapf Creation AG заключила соглашение о долгосрочном сотрудничестве с американской компанией MGA Entertainment, производителем кукол Bratz. Соглашение предусматривает сотрудничество в области поставок и продаж.

## Деятельность
Компания Zapf Creation выпускает игрушки для девочек возрастом от трех до десяти лет. Некоторые игрушки рассчитаны на годовалых детей, а серия My Model понравится девочкам-подросткам. Компания производит высококачественную и безопасную продукцию. Все игрушки, производимые Zapf Creation AG, проходят контроль качества в аккредитованных центрах тестирования на соответствие всем установленным законодательством стандартам, потребностям покупателей и собственным требованиям компании. При разработке коллекций одежды и аксессуаров для кукол специалисты компании учитывают популярные тенденции моды. Ассортимент товаров Zapf Creation обновляется каждый год на 70 %.
По состоянию на 31 декабря 2011 года в компании занято 107 человек, из которых 70 человек работают в Рёдентале, а остальные 37 специалистов — в международных подразделениях. По итогам 2011 года объём продаж компании Zapf Creation составил 55,9 миллионов евро.

## Критика
Объектом критики покупателей является самая популярная игрушка Zapf Creation — кукла Baby Born. Родители недовольны излишней реалистичностью и чрезмерной сложностью этих кукол, которая создает детям трудности. Например, порошок для приготовления каши нужно разводить холодной водой и тщательно размешивать до растворения комочков. Несоблюдение этого правила приводит к поломке механизма игрушки.
До 2014 года в продаже встречались куклы, которые было сложно усадить на горшок без помощи взрослых, однако затем механизм изменили, и теперь кукла ходит в туалет по нажатию пупка. Во избежание выхода из строя внутреннего механизма куклы, после игр с кормлением его необходимо промывать мыльным раствором. Производитель отмечает, что эта процедура может вызвать стресс у ребёнка и рекомендует проделывать её взрослым при отсутствии детей.